# Коваленко, Тамара Игнатьевна
Тамара Игнатьевна Коваленко (род. 1964, Вычегодский, Архангельская область) — советская и российская спортсменка, Заслуженный мастер спорта России по лёгкой атлетике.

## Биография
Родилась в посёлке Вычегодский Архангельской области в 1964 году. Тренировалась под руководством известного в области тренера А. А. Вахрушева и Леонида Казанцева. В 1980-х и 90-х годах входила в состав советской и российской сборных по лёгкой атлетике. В 1987―1988 гг. ― Чемпионка России по лёгкой атлетике, в 1991 году выиграла Кубок России. В 1989 и 1998 году ― победительница Кубка мира по спортивной ходьбе.
В 2002 году закончила свои выступления. Работает в Ярославской областной школе высшего спортивного мастерства. Занимает пост главного специалиста Комитета по физической культуре и спорту департамента по делам молодежи, физической культуре и спорту Ярославской области.